# De Dodenstad
De Dodenstad (Frans: La cité de la mort) is het 24e album uit de Belgische stripreeks Roodbaard van Jean-Michel Charlier en Christian Gaty. Het stripalbum werd in 1987 uitgebracht en is een rechtstreeks vervolg op album 23, Het verdoemde goud van Huacapac.

## Het verhaal
Nadat Erik en Roodbaard met de onvrijwillige hulp van de verrader Piet Gouda de verborgen Aztekenstad hebben bereikt, blijken 's nachts de mannen te zijn verdwenen, die boven op de tempelpiramide de wacht hielden. De volgende nacht worden hun lijken op diezelfde piramide door Erik en Baba gevonden. De slimme Driepoot heeft echter meel gestrooid, waardoor ze op de tempel sporen vinden die naar een geheime doorgang in de piramide leiden.
Driepoot blijft met enkele mannen en de Macumba-Indianen boven op de piramide de wacht houden, terwijl Erik en Roodbaard met de rest van de mannen de geheime gang gaan verkennen. Zij raken opgesloten in een schatkamer die langzaam vol water loopt. Ondertussen hebben de Spanjaarden ook de Aztekenstad bereikt, en zij beginnen Driepoot en zijn mannen op de piramide te belegeren. Uiteindelijk redden de Azteken Erik en Roodbaard uit hun benarde positie, en komen ze de piraten te hulp tegen de Spanjaarden. Het Aztekenvolk is door de besmettelijke ziekte lepra aan het uitsterven. Roodbaard en zijn mannen mogen een grote hoeveelheid kostbaarheden meenemen als ze beloven de ligging van de stad aan niemand te verraden. De verslagen Spanjaarden moeten de stad verlaten en worden in de bossen door de Macumba's uitgemoord. De verraderlijke Piet Gouda vlucht een moeras in en zinkt door het vele goud in zijn zakken.
De piraten trekken opnieuw door de oerwouden terug naar de zee en heroveren de Zwarte Valk op Morgan en Concha, die op het strand worden achtergelaten.

## Albums
De avonturen van Roodbaards zoektocht naar de Aztekenschat werden niet helemaal in chronologische volgorde uitgegeven. De vier albums zijn:
- 20. 1980 - Het eiland van de verdwenen schepen (L'Île des vaisseaux perdus)
- 21. 1982 - De vermisten van de Zwarte Valk (Les disparus du Faucon Noir)
- 23. 1984 - Het verdoemde goud van Huacapac (L'or maudit des Huacapac)
- 24. 1987 - De Dodenstad (La cité de la mort)